# Christine Child
Christine Child es una deportista británica que compitió en judo. Ganó una medalla de oro en el Campeonato Europeo de Judo de 1975, en la categoría de +72 kg.

## Palmarés internacional
| Campeonato Europeo | Campeonato Europeo | Campeonato Europeo | Campeonato Europeo |
| Año                | Lugar              | Medalla            | Categoría          |
| ------------------ | ------------------ | ------------------ | ------------------ |
| 1975               | Múnich (RFA)       | Medalla de oro     | +72 kg             |